# Apeadeiro de Quintans

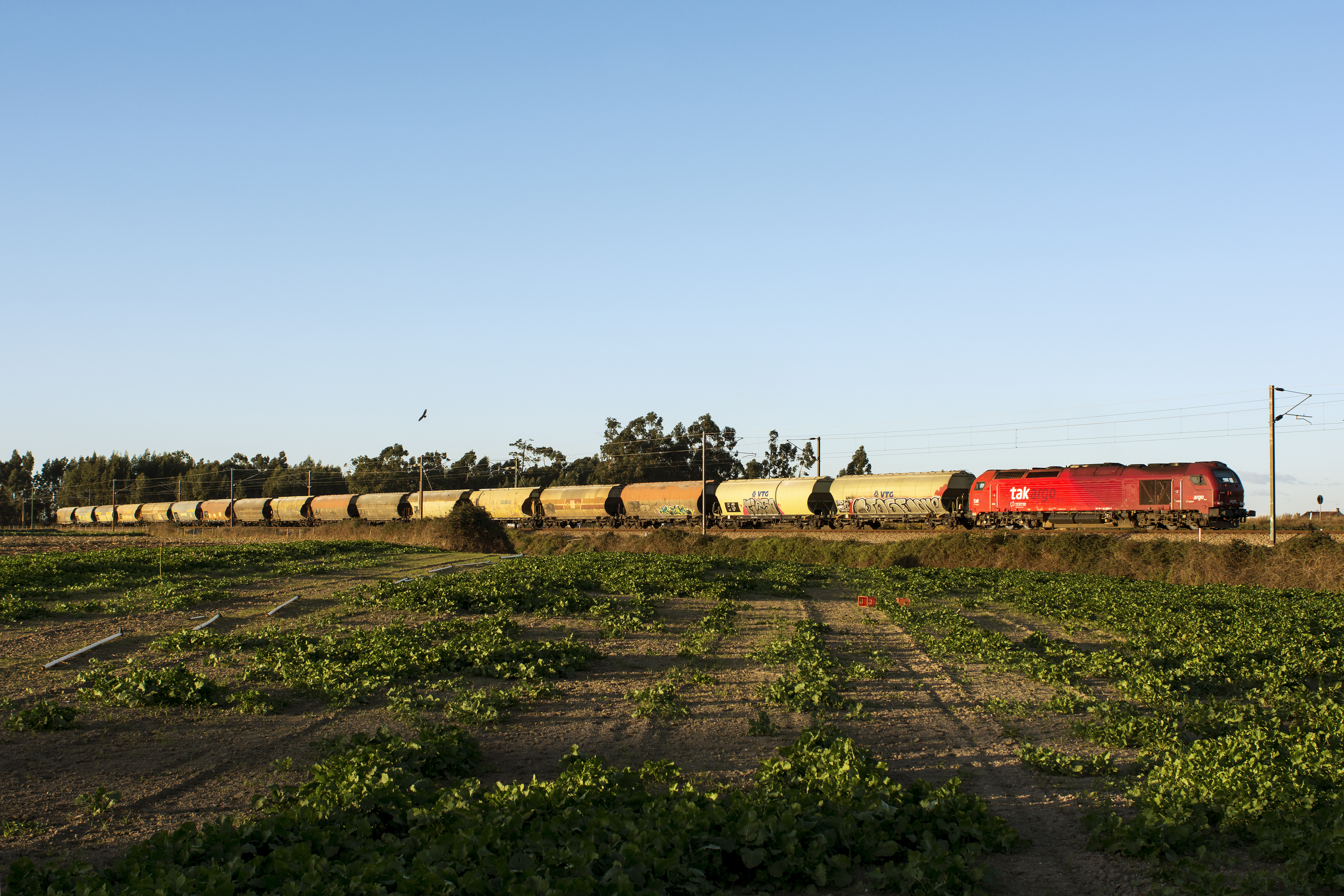
Comboio de cereais circulando em 2018 a norte de Quintans onde passa sem paragem

O Apeadeiro de Quintans, também conhecido como Quintães, é uma infraestrutura da Linha do Norte, que serve a localidade de Quintans, no concelho de Aveiro, em Portugal.

## Descrição
Este apeadeiro tem acesso pela Rua José de Barros Queirós, junto à localidade de Quintans.
Esta interface é utilizada por serviços regionais do operador Comboios de Portugal.

## História

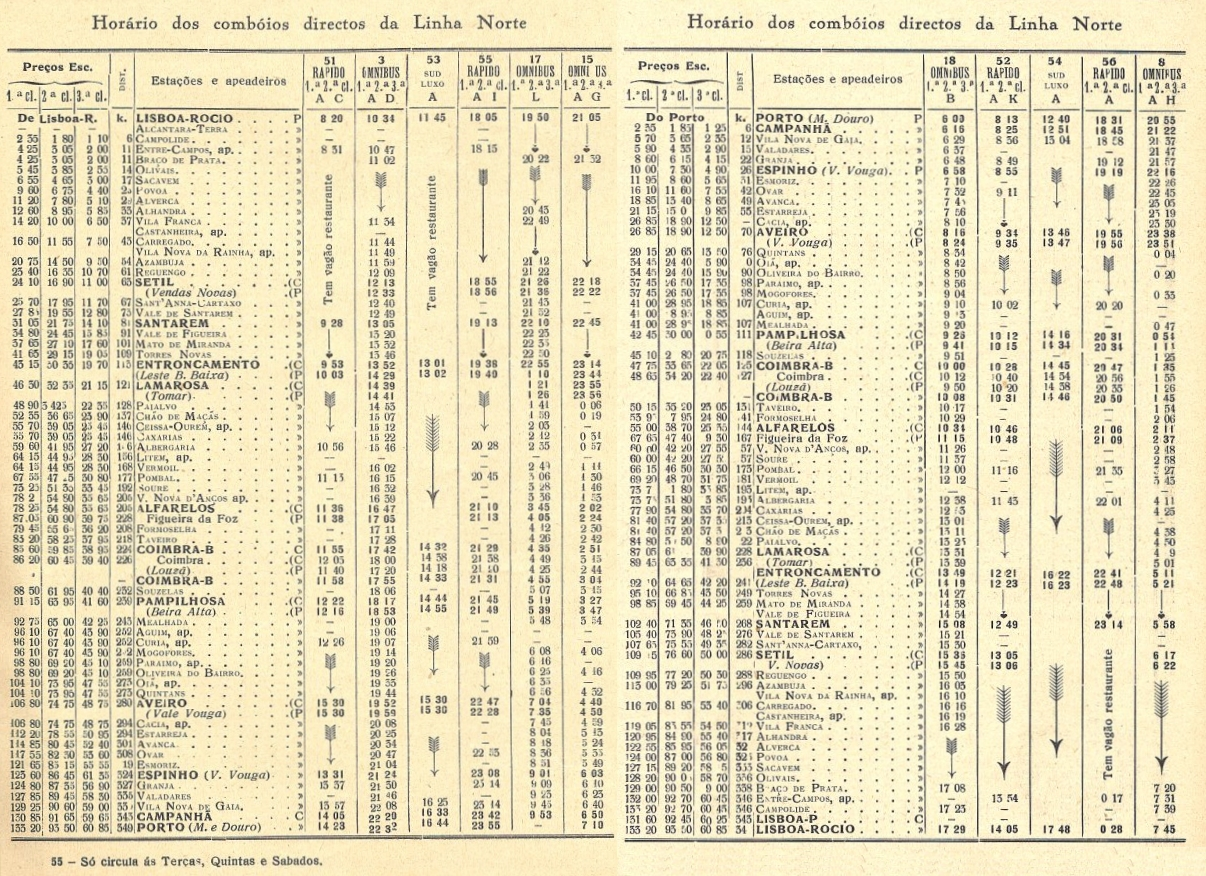
Horário de 1933 da Linha do Norte, onde Quintans aparece com a categoria de estação

Este apeadeiro encontra-se no troço da Linha do Norte entre Taveiro e Estarreja, que entrou ao serviço em 10 de Abril de 1864, pela Companhia Real dos Caminhos de Ferro Portugueses.
A Gazeta dos Caminhos de Ferro de 16 de Março de 1902 noticiou que tinha sido aprovada a construção de uma gare de passageiros em Quintans, que então tinha a categoria de estação.

O lanço entre Pampilhosa e Quintans foi electrificado em Junho de 1964, tendo o tramo seguinte, até Esmoriz, sido adaptado à tracção eléctrica em Novembro do mesmo ano.